# Grotte de la Cigalère et Gouffre Martel
La grotte de la Cigalère et le gouffre Martel constituent un complexe hydrogéologique de cavités souterraines situées dans les Pyrénées centrales, à Sentein en Ariège, dans la région Occitanie.

## Historique

### La période Casteret (1933-1938)
En 1932, Norbert Casteret (1897-1987), pionnier de la spéléologie, est chargé d'enquêter sur un torrent dont la collecte échappe au projet de barrage de l'étang d'Araing en Ariège, dans le cirque du Lez. La résurgence, étant située sous un éboulis impénétrable, Casteret explore les alentours et découvre le porche d'une grotte dans une falaise, qu'il baptise grotte de la Cigalère. Des explorations menées avec des membres de la compagnie électrique permettent de remonter plusieurs cascades (8).
N'oubliant pas sa mission première, le spéléologue déplace ses recherches vers la perte du torrent. À  2 165 mètres d'altitude, il trouve l'entrée d'un gouffre42° 49′ 11″ N, 0° 53′ 15″ E. Aidé de sa femme et de camarades, il l'explore jusqu'à une profondeur de 303 mètres (-246 m et + 25 m en 2003) ce qui constitue en 1933 le gouffre le plus profond de France. Les eaux de cet abîme, que Casteret baptise gouffre Martel en hommage à Édouard-Alfred Martel, fondateur de la spéléologie moderne, communiquent avec la grotte de la Cigalère. Un tunnel souterrain est creusé pour capter les eaux du gouffre Martel et permettre ainsi l'achèvement du projet de barrage.

### Les expéditions franco-belges (1953-1955)
En 1953, la neuvième cascade ainsi que sept autres sont remontées. Les escalades sont poursuivies en 1954, le nombre des cascades – vingt-sept – et la température glaciale de l'eau – 2°– rendent difficiles une exploration plus lointaine qui s'arrête au pied de la vingt-sixième cascade.
Pendant une expédition, une crue transforme la salle d'entrée en lac. Un spéléologue belge de 17 ans, Michel de Donnéa, se noie en portant assistance à un de ses compagnons. Lors d'une séance solitaire, Bernard Magos découvre une galerie avec une importante quantité de formations cristallines de gypse et de calcite, baptisée le Septième Ciel. Finalement, la vingt-sixième cascade, haute de 25 mètres, est franchie en juillet 1955 mais la grotte se termine sans établir la jonction avec le gouffre Martel.

### Les expéditions depuis 1959
Les explorations se poursuivent principalement dans des affluents.
En 1969 est créée l'Association de Recherches Spéléologiques du Haut-Lez qui a pour but de coordonner les travaux de recherches dans la grotte de la Cigalère et le gouffre Martel.

## Spéléologie

### Spéléométrie
Le développement topographié du complexe souterrain est de 25 584 mètres dont 21 540 mètres pour la grotte de la Cigalère et 4 044 mètres pour le gouffre Martel.

### Contexte géologique
Le système se développe dans le calcaire du Bentaillou,. Ce calcaire d'âge ordovicien supérieur lui donne un aspect du type marbre.

### Modalités d'accès
Pour visiter les cavités, il est nécessaire de contacter le site de l'Association de Recherche Souterraine du Haut Lez (ARSHaL).

### Gestion et protection
Depuis 1970, l’Association de recherche souterraine du Haut-Lez a découvert de nombreux prolongements dont certains très concrétionnés, et assuré la gestion du complexe.
La grotte est classée au titre des sites naturels par décret du 24 avril 1981. La Cigalère est surtout célèbre pour son fameux « Septième Ciel », le plus riche écrin paré de concrétions de gypse de France.